# Thief: The Dark Project
Thief: The Dark Project este un joc video de acțiune și furt la persoana întâi, dezvoltat de Looking Glass Studios și publicat de Eidos Interactive. Lansat inițial pe 30 noiembrie 1998 pentru Microsoft Windows, jocul este considerat un pionier al genului de stealth. Thief: The Dark Project introduce jucătorii într-o lume întunecată și misterioasă, plină de pericole și secrete, oferindu-le libertatea de a aborda obiectivele în moduri variate și creative.

## Povestea
Povestea jocului Thief: The Dark Project se concentrează pe Garrett, un hoț profesionist care trăiește într-un oraș medieval fictiv cu elemente steampunk. Garrett a fost instruit de Ordinul Keepers, o societate secretă care urmărește să mențină echilibrul între forțele opuse din oraș. După ce a părăsit ordinul, Garrett și-a folosit abilitățile pentru a deveni un hoț de renume.
Pe măsură ce jocul progresează, Garrett este prins într-o conspirație majoră care implică o relicvă mistică numită The Eye și un cult sinistru condus de Trickster, un zeu antic care plănuiește să aducă haos și distrugere în lume. Garrett trebuie să navigheze prin intrigi complexe și să utilizeze toate abilitățile sale pentru a opri planurile malefice ale Trickster-ului.

## Gameplay
Thief: The Dark Project este un joc de stealth la persoana întâi care pune accentul pe furt și infiltrare. Spre deosebire de alte jocuri de acțiune, Thief încurajează jucătorii să evite confruntările directe și să se bazeze pe stealth și viclenie pentru a-și atinge obiectivele.

### Caracteristici principale
- Stealth: Jucătorii trebuie să se deplaseze în tăcere, să se ascundă în umbre și să evite să fie detectați de gardieni și alte personaje ostile. Sistemul de lumină și sunet este esențial, iar jucătorii trebuie să fie atenți la pașii lor și la mediul înconjurător.
- Explorare: Fiecare nivel este amplu și deschis, permițând multiple căi de abordare a obiectivelor. Jucătorii pot căuta indicii, colecta obiecte valoroase și descoperi secrete ascunse.
- Instrumente și echipamente: Garrett are acces la o varietate de instrumente utile, inclusiv săgeți de apă pentru stingerea torțelor, săgeți de zgomot pentru a distrage atenția inamicilor și un blackjack pentru a-i doborî pe gardieni fără a-i ucide.
- Povești și misiuni: Jocul include misiuni variate, fiecare cu propriile sale obiective și provocări. Misiunile includ furtul de artefacte valoroase, infiltrarea în locuri bine păzite și dezvăluirea conspirațiilor.

## Personaje
- Garrett: Protagonistul jocului, un hoț abil și cinic, cu un trecut misterios legat de Ordinul Keepers. Garrett este cunoscut pentru abilitățile sale excepționale de furt și infiltrare.
- Ordinul Keepers: O societate secretă care l-a instruit pe Garrett și care joacă un rol crucial în menținerea echilibrului în oraș. Keeperii sunt misterioși și posedă cunoștințe vaste despre artefactele și secretele lumii.
- Trickster: Principalul antagonist, un zeu antic care plănuiește să aducă haos și distrugere în lume. Trickster-ul este o entitate malefică și manipulatoare, care dorește să recupereze The Eye pentru a-și îndeplini planurile sinistre.

## Dezvoltare
Thief: The Dark Project a fost dezvoltat de Looking Glass Studios, un studio cunoscut pentru inovațiile sale în designul jocurilor. Echipa de dezvoltare, condusă de Warren Spector și Doug Church, a fost influențată de jocuri precum Ultima Underworld și System Shock, și a dorit să creeze un joc care să pună accentul pe stealth și furt.
Jocul a fost construit pe motorul Dark Engine, dezvoltat intern de Looking Glass Studios. Thief a fost unul dintre primele jocuri care a utilizat un sistem de lumină și sunet dinamic pentru a crea o experiență de stealth autentică. Dezvoltarea a fost marcată de provocări tehnice și conceptuale, dar echipa a reușit să creeze un joc inovator și captivant.

## Receptarea critică
Thief: The Dark Project a fost bine primit de critici și jucători, fiind lăudat pentru atmosfera sa unică, gameplay-ul inovator și designul nivelurilor. Jocul a fost considerat revoluționar pentru genul de stealth și a influențat numeroase titluri ulterioare.
Criticii au apreciat complexitatea mecanicilor de stealth și libertatea oferită jucătorilor în abordarea obiectivelor. De asemenea, povestea captivantă și personajele memorabile au contribuit la succesul jocului. Cu toate acestea, jocul a fost criticat pentru unele probleme tehnice și dificultatea ridicată în anumite secțiuni.

## Impact și influență
Thief: The Dark Project a avut un impact semnificativ asupra industriei jocurilor video, influențând numeroase titluri de stealth și acțiune. Seria Thief a continuat cu mai multe sequel-uri, inclusiv Thief II: The Metal Age (2000), Thief: Deadly Shadows (2004) și un reboot intitulat simplu Thief (2014).
Jocul a influențat și alte serii de jocuri, precum Deus Ex, Dishonored și Assassin's Creed, care au preluat și dezvoltat elementele de stealth și explorare introduse de Thief. Thief: The Dark Project rămâne un reper în istoria jocurilor video, apreciat pentru inovațiile sale și pentru modul în care a redefinit genul de stealth.

## Moștenire
Thief: The Dark Project este un joc revoluționar care a deschis noi orizonturi pentru genul de stealth. Cu o poveste captivantă, gameplay inovator și o atmosferă unică, jocul a rămas o referință importantă în industria jocurilor video. Impactul său durabil și influența asupra altor titluri demonstrează importanța sa și contribuția semnificativă la dezvoltarea jocurilor de furt și acțiune.
1. ↑  GOG.com
2. ↑  Humble Store
3. ↑  redump.org
4. ↑  Steam, accesat în 31 martie 2022